# 5 cm Pak 38
Pak 38 (нім. 5 cm Panzerjägerkanone 38 (L/60)) — німецька 50-мм протитанкова гармата періоду Другої світової війни. Основним призначенням гармати була боротьба з танками і бронемашинами. Була однією з найпоширеніших зразків протитанкової зброї німецької армії за часів війни.

## Боєприпаси до гармати
Pak 38 забезпечувалася унітарними пострілами трьох типів: бронебійними снарядами, підкаліберними і осколковими. Найбільша дальність стрільби бронебійними снарядами досягала 9,4 км.
Осколковий снаряд мав 175 г розривного заряду, а 680 г осколків вражали піхоту на 13 метрів з боків від місця вибуху та на 8 м вперед.
Бронебійно-трасувальні снаряди могли бути трьох типів.
- Бронебійно-трасувальний з бронебійною головкою з твердої сталі, споряджений 16 г флегматизованого ТЕНа. Пробивав при 90° зустрічі 59 мм броні з 500 м і 65 мм зі 100 м.
- Бронебійно-трасувальний з бронебійним наконечником, мав такі самі спорядження та бронебійні якості.
- Бронебійний снаряд зразка 40 з вольфрамовим сердечником. Сердечник знаходився в залізній оболонці з пластмасовим наконечником. Був найбільш ефективним проти танків на близьких дистанціях, але через втрату швидкості малоефективний на дальності понад 700 м. При влученні в броню по нормалі пробивалося 75 мм з 500 м та 120 мм зі 100 м.

| Номенклатура боєприпасів                                   |                  |                            |                       |                       |
| Тип                                                        | Вага снаряда, кг | Вага вибухової речовини, г | Дульна швидкість, м/с | Дальність таблична, м |
| Каліберні бронебійні снаряди                               |                  |                            |                       |                       |
| Бронебійно-трасувальний з бронебійної головкою PzGr        | 2,05             | 16                         | 835                   | 1400                  |
| Бронебійно-трасувальний з бронебійним наконечником PzGr.39 | 2,05             | 16                         | 835                   | 1400                  |
| Підкаліберні бронебійні снаряди                            |                  |                            |                       |                       |
| Бронебійний PzGr.40, PzGr.40/1                             | 0,89 / 1,06      | -                          | 1200                  | 700                   |
| Осколкові снаряди                                          |                  |                            |                       |                       |
| Осколкова граната Sprgr.38                                 | 1,82             | 175                        | 550                   | 2400                  |

З 1943 Pak 38 стала ще більш ефективно боротися з танками — до її арсеналу додали кумулятивний надкаліберний снаряд зраз. 42 (5 cm Stielgranate 42). Втім поліпшення було примарним, бронепробивність нового снаряда — 180 мм обмежувалася дистанцією до 100 м.
Протитанкова гармата Pak 38 знаходилася на озброєнні Вермахту до кінця війни.
| Виробництво протитанкових гармат 5 cm PaK 38 |      |      |      |      |      |         |
| Рік                                          | 1939 | 1940 | 1941 | 1942 | 1943 | Загалом |
| Кількість гармат                             | 2    | 388  | 2072 | 4480 | 2626 | 9568    |

## Відео
- Wehrmacht anti tank guns — PaK 36, Pak 38, Pak 40 [Архівовано 7 квітня 2015 у Wayback Machine.]
- Rheinmetall Pak 38 cal 50mm vs T-34 [Архівовано 1 жовтня 2016 у Wayback Machine.]